# Vranovci (Vrapcsiste)
Vranovci (macedónul: Врановци, albánul Vranoci) település Észak-Macedóniában, a Pologi körzet Vrapcsistei járásában.

## Népesség
| Lakosok száma | 547  | 603  | 632  | 826  | 898  |      | 638  | 480  | 312  |
|               | 1948 | 1953 | 1961 | 1971 | 1981 | 1991 | 1994 | 2002 | 2021 |

2002-ben 480 lakosa volt, akik közül 477 albán, 2 török és 1 egyéb.